# Medem (Fluss)
Die Medem [ˈmeːdɛm] ist ein heute 16,2 km (mit hydrografisch definiertem Oberlauf 22,6 km) langer Fluss in Niedersachsen, der in Ihlienworth aus der Vereinigung von fünf überwiegend künstlichen Wasserläufen entsteht und bei der Stadt Otterndorf in die Elbe mündet. Wie ein Priel oder ein Tief hat sie kein Gefälle. Die Haupt-Strömungsrichtung ergibt sich allein daraus, dass das Oberflächenwasser aus ihrem Einzugsgebiet nicht anders als in die Elbe abfließen kann.

## Name
Die erste schriftliche Erwähnung gab es im Jahr 860 als Medemahem. Der Name leitet sich vermutlich von altsächsisch *Medem[en]-aha mit der Bedeutung „(an/in) dem mittleren Fluss“ ab.

## Gewässergeschichte
Vor den ersten Anstrengungen von Anrainern, die Wasserströme zu regulieren, konnten die Gezeitenströme weit in die Medem und andere Gewässer der Küsten- und Elbmarschen eindringen. Mit einer ersten Sielschleuse in der Medem, möglicherweise beim heutigen Neuenkirchen oder bei Pedingworth, ist ab 1219 zu rechnen, nachdem die Hadelner das Recht erhalten hatten, nach eigenem Gutdünken an der Medem Schleusen zu bauen.
In Karten des 18. (Reilly) und frühen 19. Jahrhunderts trägt der Fluss bis hinauf in sein Ursprungsgebiet mit Bederkesaer See und Hymenmoor den Namen Medem, umfasst also auch den in späteren Karten als Aue bezeichneten Oberlauf südlich von Ihlienworth. Die Aue wurde noch von der Lehe aus dem Flögelner See gespeist und von der aus dem Langen Moor im Südosten kommenden Mühe. Der größte Nebenfluss war die damals zwischen Ihlienworth und Pedingworth mündende Gösche. Mit der sogenannten „Meliorisierung“ des Sietlandes, also der „Verbesserung“ im Sinne der Melioration, wurden gerade Entwässerungskanäle angelegt, zwischen denen die alten geschlängelten Wasserläufe weitgehend ihre Funktion verloren haben.
Das Wasser aus dem südlichen Teil des Einzugsgebietes der Medem, Geest und Mooren um Bederkesa, wird seit 1854 durch den Hadelner Kanal östlich um den zentralen und den nördlichen Teil des Einzugsgebietes herum geleitet.

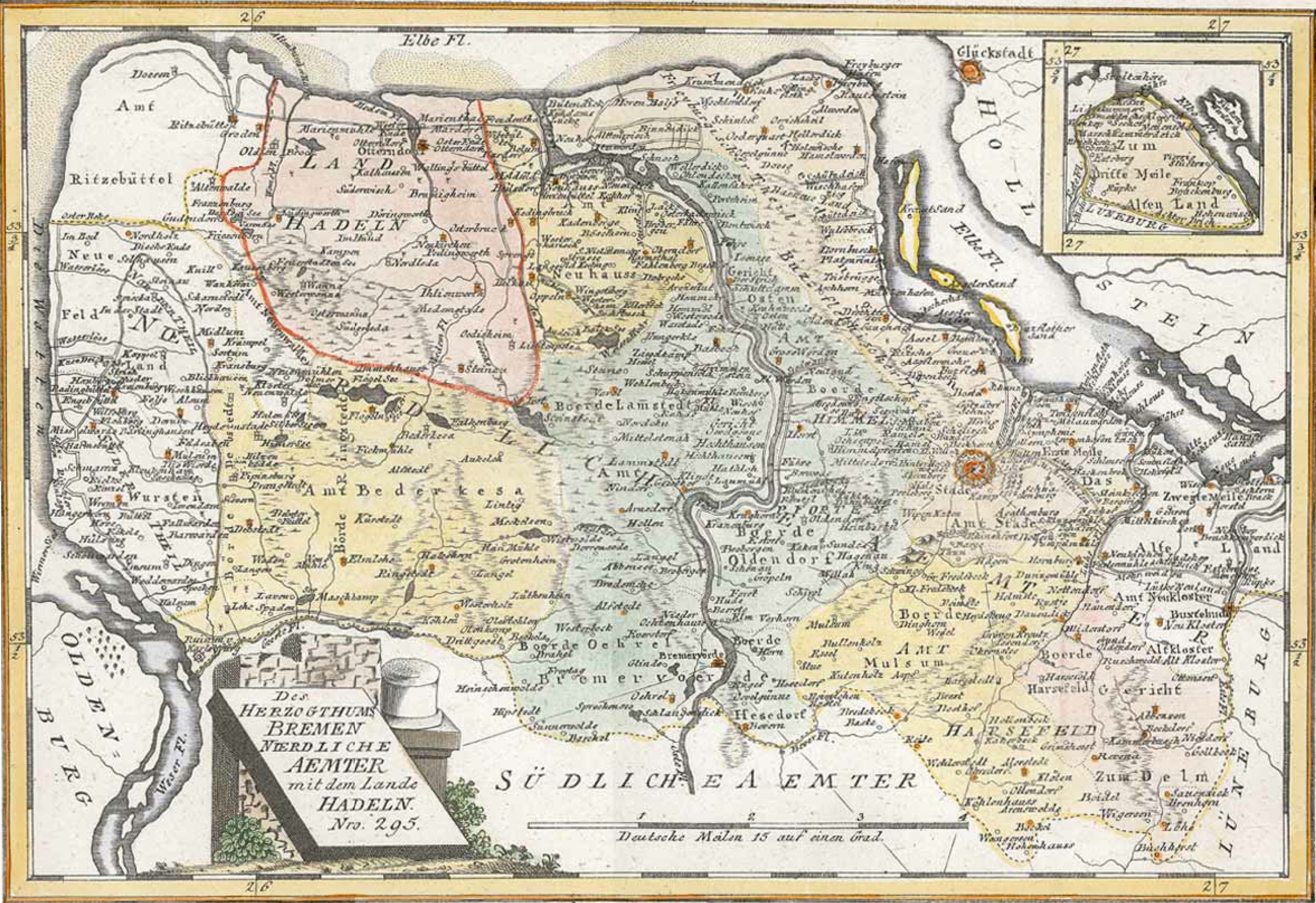
Die Medem im Amt Bederkesa und in Hadeln 1791

## Heutiger Flusslauf

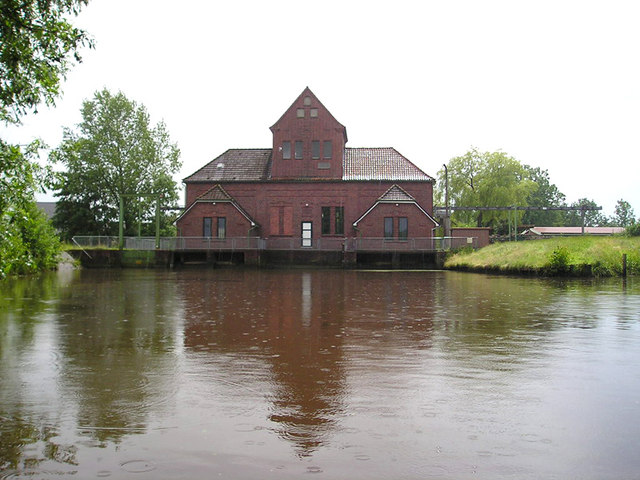
Stufenschöpfwerk in Ihlienworth

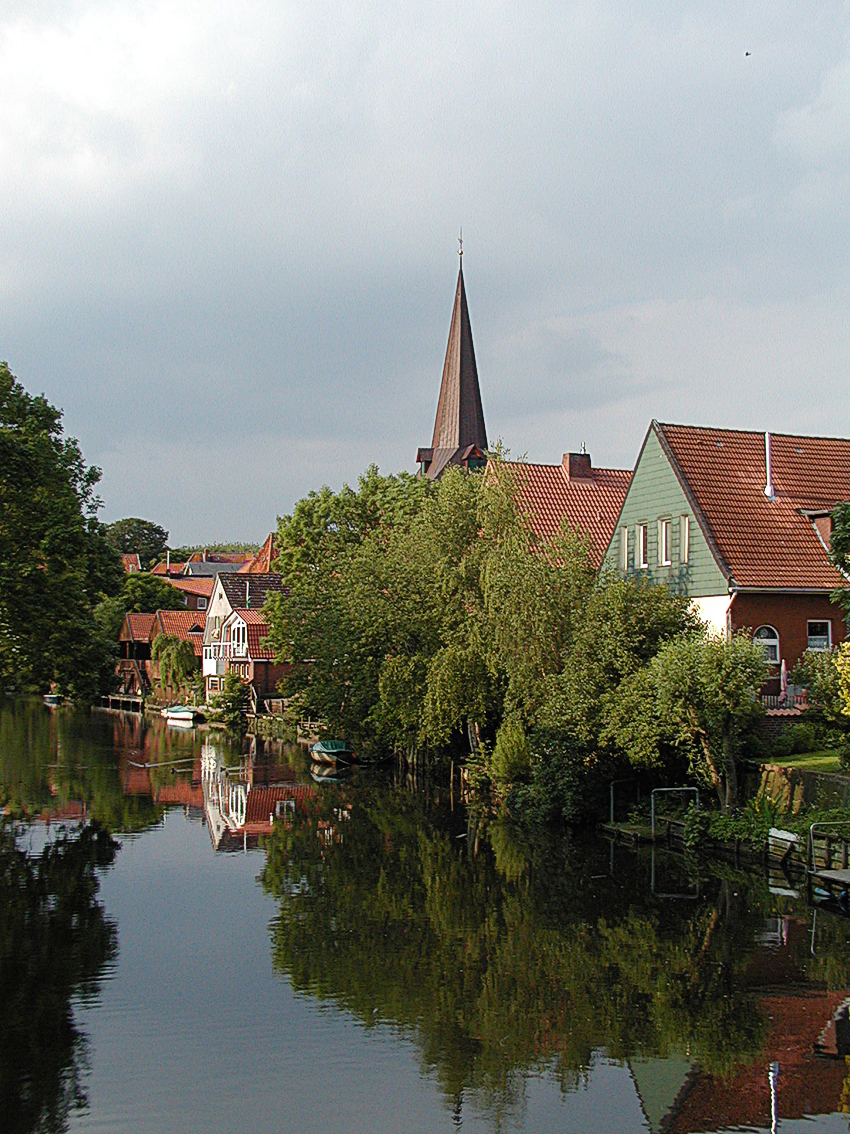
Medem in Otterndorf

Heute beginnt die Medem namentlich am Südrand von Ihlienworth mit dem Zusammenfluss der als Hauptlauf eingestuften Straßdeichwettern (GKZ: 59941) und des aus Südwesten kommenden Nordlaufs der Großen Medemstader Wettern (GKZ: 59942). In diese mündet vorher als unbedeutendes Restgewässer die Alte Aue und als wichtiger Zufluss die Moorwettern.
In Ihlienworth erreichen die Medem aus Westen parallel zueinander noch die Blockwettern und als wohl ursprünglich natürliches Gewässer die Emmelke (GKZ: 59944), der obere Teil des längsten Fließweges im Flusssystem. Schließlich kommt noch aus Südosten die Große Siedenteiler Wettern, die heute das meiste Wasser der parallel dazu sich schlängelnden Gösche transportiert.
All diese Gewässer entwässern das unter dem Meeresspiegel gelegene ursprünglich moorige Hadelner Sietland.
Gleich nach der Mündung der Großen Siedenteiler Wettern hebt das Stufenschöpfwerk Ihlienworth das Wasser soweit an, dass ein guter Abfluss durch die höher gelegene Elbmarsch (Hadelner Hochland) stattfindet. Zwischen diesem Schöpfwerk und Mündungsschöpfwerk und Sielschleusen mit der Medemschleuse in Otterndorf durchläuft die Medem etwa 70 Mäander. Dabei fließt sie an Pedingworth und Neuenkirchen entlang. Bei Neuenkirchen münden von links noch die Uthwettern und 9 km vor der Mündung der Medem die 7 km lange Wilster (GKZ: 59946). In die Außenmedem jenseits des Deichs mündet durch eine eigene Sielschleuse der Hadelner Kanal (GKZ: 5992). Um von der natürlichen Entwässerung durch die Gezeiten unabhängig zu sein, wurde 1928 das Schöpfwerk Otterndorf gebaut. Seit 1952/54 ein zweites Schöpfwerk danebengesetzt wurde, lassen sich das (heutige) Einzugsgebiet der Medem und das des Hadelner Kanals völlig getrennt voneinander entwässern. Das Entwässerungsgebiet des Medemverbandes umfasst ca. 22.000 ha, davon 181 km² Einzugsbereich der Medem. Das angrenzende Einzugsgebiet des Hadelner Kanals umfasst 301,54 km². Dazu gehören 30 km² des Hauptvorfluters Steinau, die einschließlich des nördlichen Gewässerabschnitts der Gösche im Siethland liegen, aber durch das südlich gelegene Pumpwerk Steinau in den Hadlener Kanal entwässert werden.
Die Medem ist von der Mündung in die Elbe (mit Schiffsschleuse durch den Deich) bis hinauf vor das Schöpfwerk in Ihlienworth für kleine und mittelgroße Boote schiffbar.

## Bedeutung

### Wirtschaft und Entwässerung

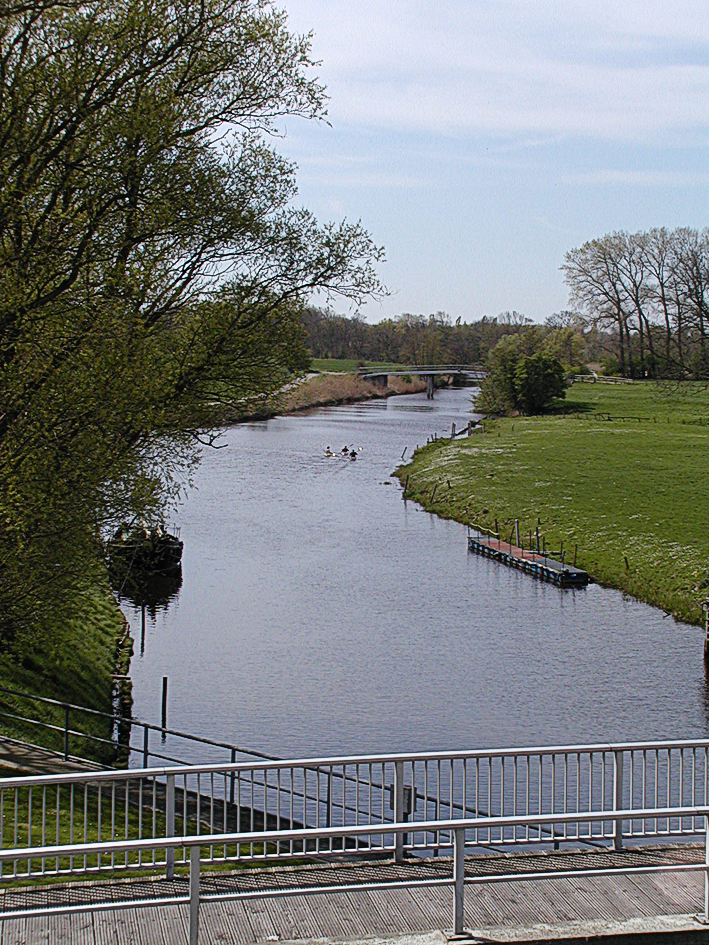
Medem flussaufwärts von der Medem-Schifffahrtsschleuse in Otterndorf

Bis ins 19. Jahrhundert war die Medem sowohl als Verkehrsweg wie auch zur Entwässerung die Lebensader des Landes Hadeln samt dem Sietland. Beide bildeten das Hinterland des Elbhafens Otterndorf an der Medem-Mündung. Noch heute ist die Stadt Otterndorf das Zentrum dieser kleinen Region. Während sich der Verkehr, abgesehen von Freizeitaktivitäten, auf Straße und Schiene (Bahnhof Otterndorf) verlagert hat, ist die Medem immer noch unverzichtbar für die Entwässerung des tief gelegenen Landes.
Verlässlich wurde diese Entwässerung erst durch die Umleitung eines Teils der Wassermenge durch den Hadelner Kanal, sowie durch die Anlage (1928) und Erweiterung (1952/54) des Schöpfwerks Otterndorf.

### Tourismus
Die heutige Bedeutung neben der Entwässerung erschließt sich zum größten Teil im touristischen Bereich. In den Sommermonaten werden auf einer ehemaligen Hamburger Hafenbarkasse (MS „Jens“) und einem ehemaligen Alsterdampfer (MS „Onkel Heinz“) Rundfahrten auf der Medem angeboten. Mit der MS „Jens“ oder der MS „Onkel Heinz“ können verschieden lange Fahrten vom Anleger am Specken oder dem Anleger an der Schleuse in Otterndorf bis nach Neuenkirchen, Pedingworth oder Ihlienworth unternommen werden. Da die Ufer der Medem nicht befestigt sind, darf nur mit etwa sechs Kilometer pro Stunde gefahren werden. Diese Schleichfahrt dient zur Schonung der Uferböschung und lässt viel Zeit für die Beobachtung der Ufervegetation.
Im Sommer werden in Ihlienworth Bootsfahrten auf Ausflugskähnen angeboten, die aus dem Spreewald stammen. In diese wurden allerdings kleine Elektromotoren eingebaut, da das Staken (Fortbewegen mit einem Rudel, einer über vier Meter langen Stange aus Esche) auf weichem Untergrund nur sehr schwer zu handhaben ist.
Auch als Angelrevier ist die Medem beliebt.

## Natur
Am Ufer können viele Tiere angetroffen werden. Wildenten, Kiebitze, Blässhühner, Teichrallen, Graureiher oder Kormorane zeigen nur geringe Scheu vor den langsam fahrenden Booten, der Eisvogel ist allerdings sehr scheu und wird nur selten gesichtet.
Insbesondere in der Innenstadt von Otterndorf gibt es eine Kolonie von Saatkrähen und anderen Rabenvögeln.
Die Medem wird auch als Angelrevier genutzt. Aale, Barsche, Hechten, Karpfen, Schleie oder Zander können hier gefangen werden.
Im Jahre 2012 wurden nahe der Bundesstraße 73 massive Erdbauarbeiten durchgeführt, um den Uferbereich in Flachwasserzonen zu verwandeln. Dadurch entstehen dort neue naturnahe Bereiche.

## Nebenflüsse, -kanäle und -wettern
| - Große Medemstader Wettern - Straßdeichwettern - Emmelke - Große Siedenteiler Wettern - Auswettern | - Uthwettern - Wilster - Braunswettern - Alte Medem - Hadelner Kanal |